# Habitabilidad en sistemas de enanas naranjas

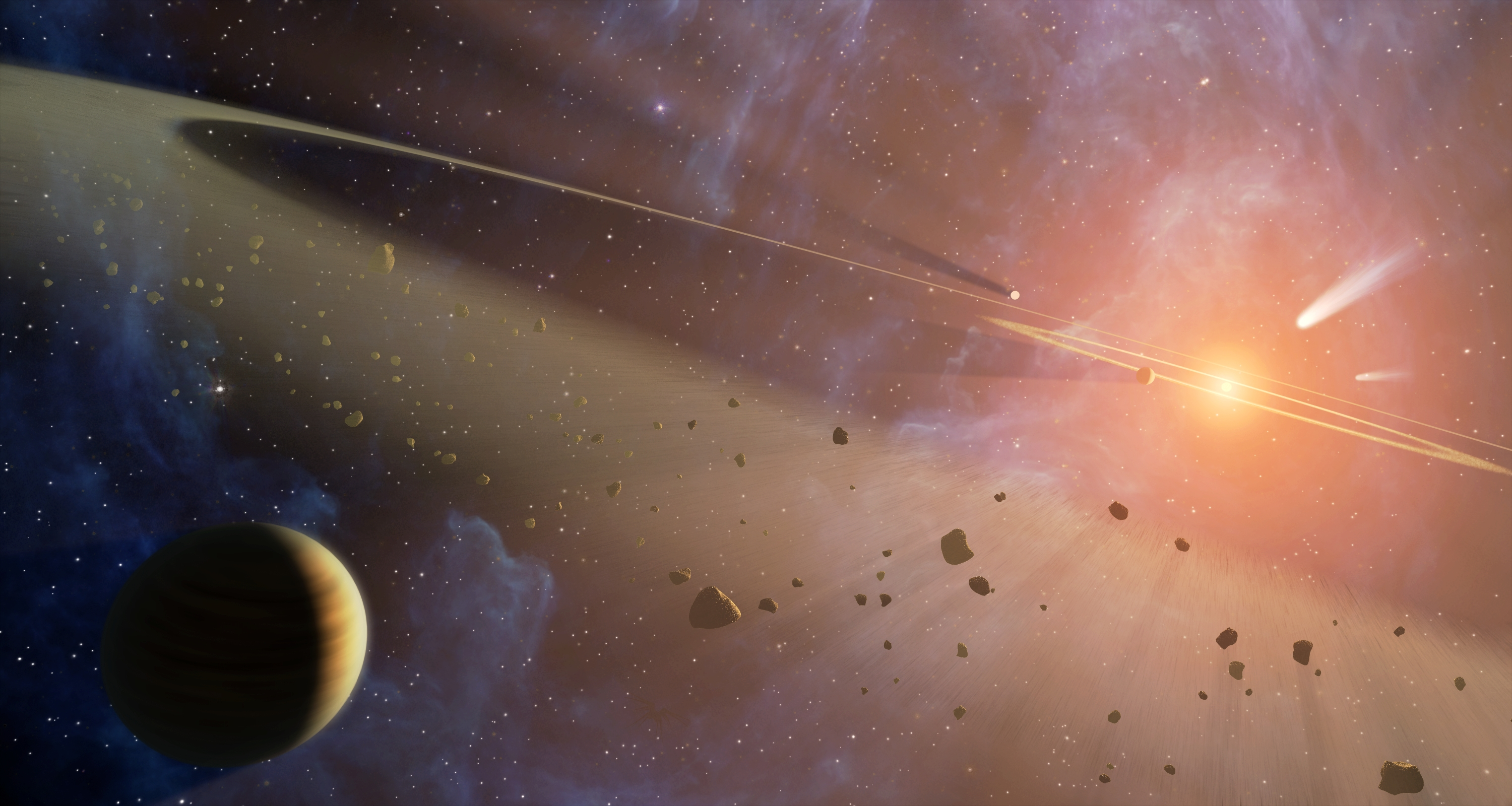
Representación de un sistema en torno a la estrella Épsilon Eridani, una enana naranja.

La habitabilidad en sistemas de enanas naranjas es objeto de estudio para expertos en astrofísica, astrobiología y exoplanetología. La masa de este tipo de estrellas, comprendida entre las 0.6 y 0.9 M☉, así como su radio y luminosidad, las sitúan entre las enanas amarillas como el Sol y las enanas rojas.
Las estrellas tipo K marcan el límite del acoplamiento de marea para los planetas situados en la zona de habitabilidad de sus sistemas y, por tanto, cualquier objeto que las orbite a una distancia que ofrezca un rango de temperaturas adecuado para la existencia de agua en estado líquido contará con ciclos de día y noche como la Tierra. Numerosas investigaciones, como la publicada en 2014 por los astrofísicos René Heller y John Armstrong en la revista Astrobiology, sugieren que podrían ser más hospitalarias para la vida que los análogos solares por sus niveles de radiación ultravioleta, estabilidad, ciclo vital y ubicuidad.
El exoplaneta confirmado con mayor Índice de Similitud con la Tierra perteneciente a un sistema de enana naranja es Kepler-442b, con un grado de parentesco del 84 %.

## Características
Las enanas naranjas se corresponden con las de tipo K de la secuencia principal, con masas desde 0.6 hasta 0.9 M☉ y temperaturas de 3500 a 5000 K. Sin embargo, las estrellas de la secuencia principal con temperaturas inferiores a 4000 K son consideradas genéricamente como enanas rojas y no naranjas, lo que comprende tanto a las de tipo M como a las K-tardío. Dado que la esperanza de vida de una estrella es inversamente proporcional a su masa y luminosidad, las enanas naranjas tienen un extenso ciclo vital. Frente a los 10 000 millones de años que comprende en una estrella tipo G como el Sol, las de tipo K pueden permanecer entre 20 000 y 40 000 millones de años en la secuencia principal. Con una representatividad del 9 %, ocupan el segundo lugar entre las estrellas más comunes del universo tras las enanas rojas, que suponen ocho de cada diez.

## Zona habitable

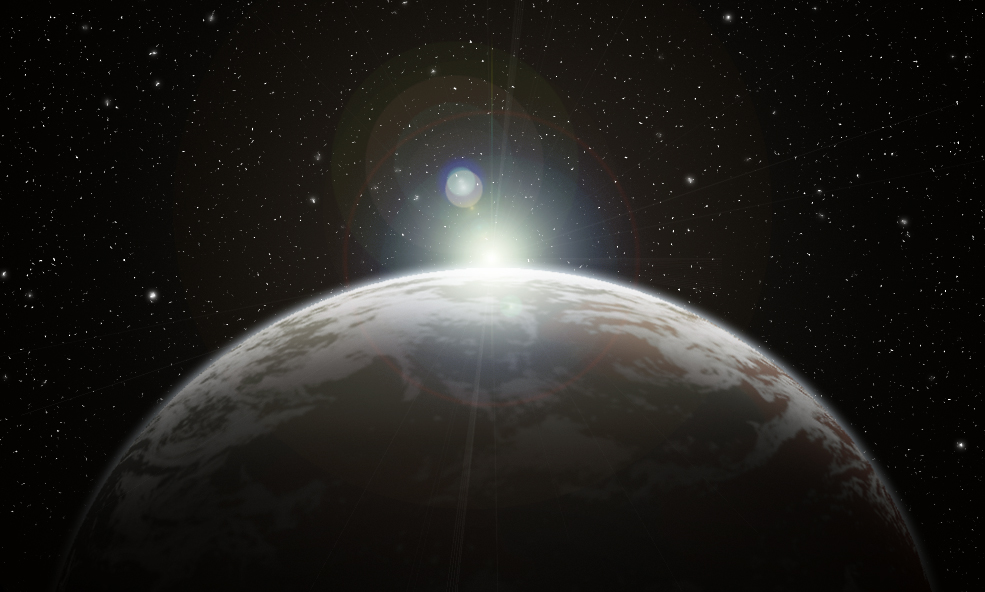
Impresión artística de un planeta ubicado en la zona de habitabilidad de una enana naranja.

La zona de habitabilidad de las enanas naranjas se sitúa por término medio a una distancia de entre 0.5 y 1 UA de su estrella, aunque varía en función de su tamaño y luminosidad. Mientras que en una tipo K5 de 0.64 R☉ abarcaría desde 0.342 hasta 0.67 UA respecto a la estrella, en una tipo K0 de 0.83 R☉ se situaría entre 0.604 y 1.188 UA. A esas distancias y considerando la masa estelar, cualquier exoplaneta se encontraría demasiado lejos como para presentar anclaje por marea y estaría a salvo de las eyecciones de masa coronal de su estrella. Sin embargo, este último punto no es tan trascendente en las enanas naranjas como en las rojas, puesto que son considerablemente más estables. En su fase inicial, las estrellas de clase M cuentan con manchas estelares que disminuyen su brillo hasta en un 40 % durante meses y que pueden expulsar llamaradas capaces de duplicar su luminosidad en cuestión de minutos.
Los estudios publicados por el equipo de Jorge I. Zuluaga en The Astrophysical Journal indican que hay un factor adicional a considerar en el potencial de habitabilidad planetaria de una estrella representado por la radiación ultravioleta y su capacidad para erosionar la atmósfera de un planeta. Como referencia, concluyen que cualquier objeto de masa terrestre situado en la órbita de una estrella similar al Sol a una distancia inferior a 0.8 UA, la perdería por completo. Considerando la relación directa existente entre la masa de una estrella y el tamaño de su zona habitable, cuanto más pequeña sea mayores serán los efectos sobre cualquier planeta «Ricitos de Oro» del sistema. Para poder conservar una parte sustancial de su atmósfera, deben contar con un campo magnético mayor que el de la Tierra y, por tanto, han de ser más masivos. En la investigación, el único ejemplo tratado sobre un exoplaneta perteneciente a una enana naranja es HD 85512 b, 3.5 veces más masivo que la Tierra, y determinan que la probabilidad de que su atmósfera haya sobrevivido a la intensa actividad inicial de su estrella es muy alta, a pesar de que traspasa el confín interno de la zona habitable. Es probable que la mayoría de objetos descubiertos en la zona de habitabilidad de un astro de este tipo puedan mantener sus atmósferas, especialmente si su masa supera a la terrestre.

## Potencial para la vida

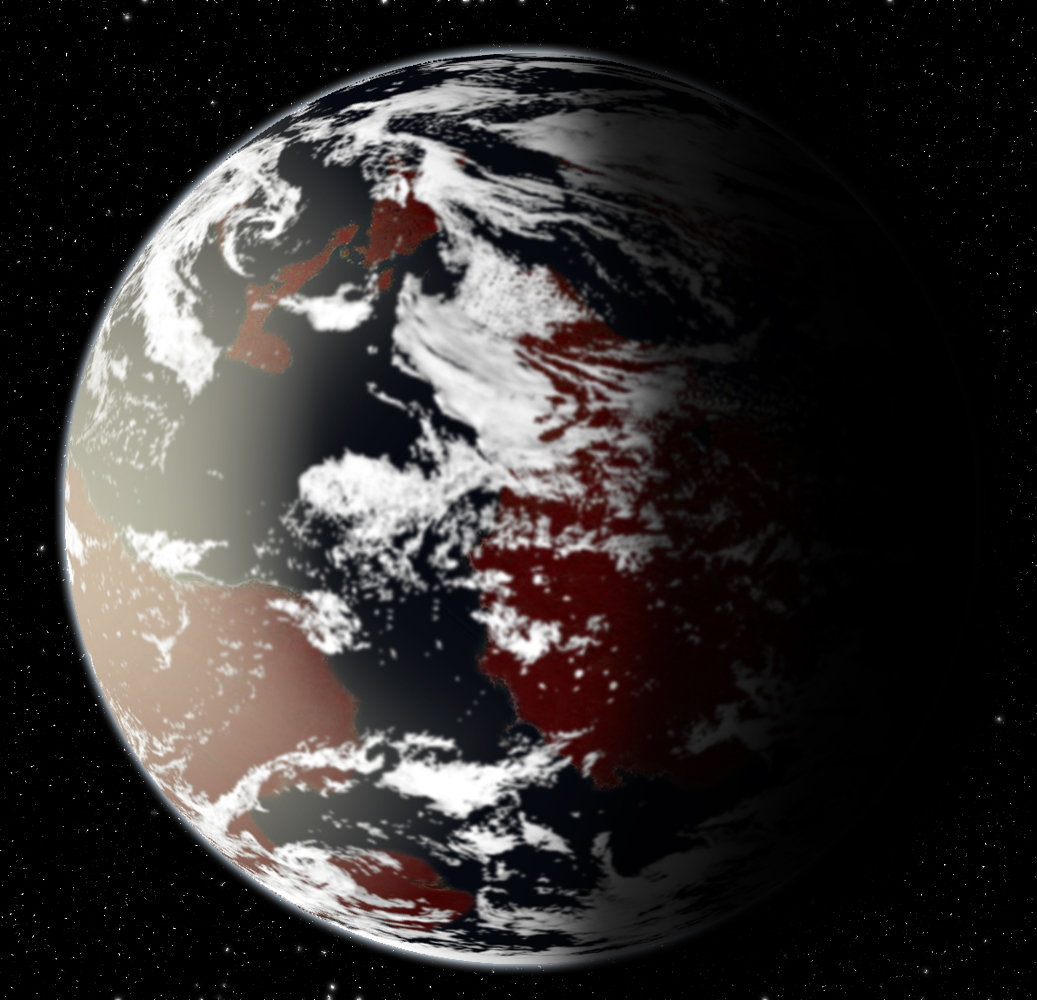
Las plantas de un planeta habitable perteneciente a un sistema tipo K adoptarían colores como el naranja o el rojo, haciendo visibles su tonalidad desde el espacio.

Extraoficialmente, estas estrellas son conocidas como «estrellas "Ricitos de Oro"» por su situación intermedia entre las de tipo G y M, presentando las ventajas de ambas sin sus teóricos inconvenientes. En un estudio publicado en la revista Astrobiology en enero de 2014, los astrofísicos René Heller y John Armstrong debaten la posibilidad de que existan exoplanetas más aptos para la vida que la Tierra, que denominan planetas superhabitables. Una de las características propuestas es la pertenencia a un sistema estelar tipo K.
Según sus investigaciones, las enanas naranjas cuentan con unos niveles de radiación ultravioleta óptimos para el desarrollo de la vida. Todas las estrellas atraviesan un periodo inicial de intensa actividad, con bruscos cambios de luminosidad y radiación, cuya duración guarda una relación inversa con su masa. Frente a unos 500 millones de años para una enana amarilla como el Sol, las enanas rojas menos masivas pueden permanecer en esta fase más de 3000 millones de años. Transcurrido este periodo, se mantienen estables durante prácticamente toda la secuencia principal. En las enanas rojas, es posible que para entonces cualquier planeta situado en su zona habitable haya perdido la mayor parte de su atmósfera y, en cualquier caso, durante su fase estable los niveles de radiación ultravioleta para esta región serían demasiado bajos como para permitir la síntesis de algunos compuestos bioquímicos esenciales.
Por el contrario, las enanas naranjas se encuentran en un estado intermedio, con una fase de intensa actividad más duradera que la de los análogos solares pero sin alcanzar la extensión típica para las enanas rojas. Además, cuando alcanzan su fase estable, ofrecen unos niveles de radiación ultravioleta inferiores a los de las estrellas similares al Sol pero suficientes para sustentar los procesos químicos necesarios para la vida. De hecho, serían lo suficientemente bajos como para hacer innecesarias las estrategias de protección y reparación frente a la radiación que presentan los organismos terrestres.
La zona de habitabilidad estelar varía a lo largo de la secuencia principal, alejándose de la estrella a medida que aumenta su luminosidad. Este proceso, particularmente lento en las enanas rojas, también es muy extenso en estrellas de clase K pero sin presentar la adversidad de las de tipo M para la habitabilidad planetaria.
Las investigaciones del astrofísico Martin J. Heath en colaboración con expertos del Instituto SETI y del Centro de Investigación Ames de la NASA, entre otros, sugieren que la fotosíntesis sería posible incluso en exoplanetas ubicados en la zona habitable de estrellas de clase M. El color principal de la vegetación varía en función del tipo estelar, pudiendo ser azul, verde, amarillo, naranja, rojo o incluso negro. En estrellas tipo K, las plantas probablemente adoptarían un tono naranja o rojo.

## Descubrimientos
Tras la actualización de la base de datos exoplanetaria del 10 de mayo de 2016, el número total de exoplanetas confirmados asciende a 3264, la mayoría detectados por el telescopio espacial Kepler por observación de sus tránsitos. Este método favorece el hallazgo de cuerpos planetarios con una órbita corta que pasan frecuentemente frente a su estrella. Por tanto, la mayor parte de los objetos descubiertos por el telescopio son extremadamente cálidos y suelen pertenecer a estrellas tipo K y M, cuyos planetas tienen generalmente un año más corto.
Esta lista indica los exoplanetas confirmados con mayor índice de similitud con la Tierra que pertenecen a enanas naranjas y muestra algunas de sus características en comparación con la Tierra:
| #   | Nombre      | IST  | SPH  | HZD   | HZC   | HZA   | Temp (°C) | Masa (M⊕) | Radio (R⊕) | tClass         | hClass        | Periodo orbital | Distancia (años luz) | Año desc.    |
| --- | ----------- | ---- | ---- | ----- | ----- | ----- | --------- | --------- | ---------- | -------------- | ------------- | --------------- | -------------------- | ------------ |
| N/d | Tierra      | 1.00 | 0.72 | -0.50 | -0.31 | -0.52 | 14 °C     | 1         | 1          | tipo-tierra    | mesoplaneta   | 365.26 días     | 0                    | prehistórico |
| 1   | Kepler-442b | 0.84 | 0.04 | -0.34 | -0.16 | -0.06 | −2.65 °C  | 2.34      | 1.34       | supertierra    | psicroplaneta | 112.31 días     | 1115.9               | 2015         |
| 2   | Kepler-62e  | 0.83 | 0.96 | -0.70 | -0.15 | 0.28  | 28.45 °C  | 4.54      | 1.61       | planeta océano | mesoplaneta   | 122.39 días     | 1200.3               | 2013         |
| 3   | Kepler-283c | 0.79 | 0.85 | -0.58 | -0.14 | 0.69  | 17.95 °C  | 7.04      | 1.81       | minineptuno    | mesoplaneta   | 92.74 días      | 1741.7               | 2014         |
| 4   | HD 40307 g  | 0.74 | 0.04 | -0.23 | -0.14 | 0.77  | −2.65 °C  | 7.09      | 1.82       | minineptuno    | psicroplaneta | 197.80 días     | 41.7                 | 2012         |
| 5   | Kepler-61b  | 0.73 | 0.27 | -0.88 | -0.13 | 1.24  | 40.85 °C  | 13.85     | 2.15       | minineptuno    | mesoplaneta   | 59.88 días      | 1063.3               | 2012         |
| 6   | Kepler-443b | 0.71 | 0.98 | -0.54 | -0.12 | 1.83  | 22.35 °C  | 19.53     | 2.33       | minineptuno    | mesoplaneta   | 177.67 días     | 2540.8               | 2015         |
| 7   | Kepler-298d | 0.68 | 0.00 | -0.86 | -0.11 | 2.11  | 48.75 °C  | 26.81     | 2.50       | minineptuno    | mesoplaneta   | 77.47 días      | 1546.0               | 2014         |
| 8   | Kepler-62f  | 0.67 | 0.00 | 0.45  | -0.16 | 0.19  | −33.65 °C | 2.81      | 1.41       | planeta océano | psicroplaneta | 267.29 días     | 1200.3               | 2013         |
| 9   | Kepler-174d | 0.61 | 0.00 | 0.32  | -0.13 | 1.77  | −20.25 °C | 14.78     | 2.18       | minineptuno    | psicroplaneta | 247.35 días     | 1174.2               | 2014         |